# Eudasyphora
Genre
Eudasyphora est un genre d'insectes diptères de la famille des Muscidae.

## Liste d'espèces
Selon Catalogue of Life (1 mars 2013) :
- Eudasyphora canadiana
- Eudasyphora cordilleriana
- Eudasyphora cyanella
- Eudasyphora cyanicolor
- Eudasyphora dasyprosterna
- Eudasyphora kempi
- Eudasyphora occidentalis
- Eudasyphora pavlovskyi
- Eudasyphora tateyamensis
- Eudasyphora zimini

Selon ITIS (1 mars 2013) :
- Eudasyphora canadiana Cuny, 1980
- Eudasyphora cordilleriana Cuny, 1980

Selon NCBI (1 mars 2013) :
- Eudasyphora cyanella